# Liebeskrieg nach Noten
Liebeskrieg nach Noten ist ein deutscher Spielfilm aus dem Jahre 1953 von Karl Hartl mit Marte Harell und Johannes Heesters in den Hauptrollen.

## Handlung
Dr. Käthe Nimrod hat sich als Musikdozentin an der Akademie den Ruf einer stocksteif-verklemmten Jungfer erworben. In der Musik hat für die Mozart-Liebhaberin einzig die Klassik Platz. Nun ist sie als Großnichte des bisherigen Besitzers Erbin eines Schallplattenverlages geworden, der sich ausgerechnet auf die leichte Muse, Schlager und Revuen, spezialisiert hat und damit gutes Geld verdient. Das verbiesterte Fräulein Doktor aber verabscheut diese Art von „Musik“, die sie als banales Tralala und, wie sie sich ausdrückt, „Hottentotten-Tschingbum“, geringschätzt. Die kommissarischen Leiter des Musikhauses, die Herren Rabenfuß, Winkelmann und Scharnagl, haben, um sich bei der neuen Chefin lieb Kind zu machen, soeben Käthes vor Jahren von ihrem Vertrauten Prof. Melchior Quint eingereichte Kirchenmusikwerk „In dulci Jubilo“ in ihr Verlagsprogramm aufgenommen, obwohl diese Komposition bislang ungeachtet im Giftschrank der abgelehnten Manuskripte lag. Nun bangen alle Vorständler um ihre Jobs. Doch Käthe Nimrod interessiert sich überhaupt nicht für den Verlag und macht das den erstaunten Herren klar. Ihre Entscheidung ändert sie erst, als sie ihre eigenen Schüler bei einem ausgelassenen Tanzvergnügen zu Schlager- und Jazzklängen eines gewissen Ralph Beyron beobachtet. Sie nimmt sich nunmehr vor, diesem in ihren Augen billigen Musikschabernack ein Ende zu bereiten, in dem sie im Bereich der Musikveröffentlichung ihres Verlages neue Maßstäbe setzen will.
Kaum hat sie dort das Zepter übernommen, setzt Käthe – ihr neues Firmenmotto lautet „Wir müssen den Sinn der Massen für das Schöne wecken, müssen die gute Musik dem Volke näher bringen“ – als erstes den überaus erfolgreichen Hauskomponisten Beyron und seinen Textdichter Carlo Linetti, die beide gerade an einer neuen Musikrevue arbeiten, vor die Tür, um dem Musikverlag seine, wie sie meint, verloren gegangene Seriosität wieder zurückzugeben, um ihm ein neues Gesicht zu geben. Sie kündigt an: „Schließlich hat ein Musikverlag in erster Linie der Kunst zu dienen und nicht dem Kitsch“. Käthe verkennt jedoch, dass es gerade die „leichte Muse“ ist, die in der Vergangenheit dem Schallplattenhaus schwarze Zahlen bescherte. Die junge Verlagsangestellte Irmgard Schmuck von der Registratur hat die undankbare Aufgabe, dies Beyron und Linetti mitzuteilen. Die beiden sind angesichts dieser Ankündigung sehr aufgebracht. Als die neue Eigentümerin den ihr bis dahin unbekannten Ralph Beyron erstmals kennen lernt, ist sie begeistert von dem klavierspielenden „Naturtalent“, das sie entdeckt zu haben glaubt. Sie weiß nicht, dass es sich dabei um eben jenen soeben gefeuerten Komponisten handelt. Um Beyron den angeblich benötigten „letzten Schliff“ zu geben, gibt Frau Dr. Nimrod ihm nachträglich Unterricht in ernster Musik. Der ihr gegenüber unter dem Namen Rudolf Beyer auftretende Beyron macht bei dieser Charade mit, in der festen Absicht, es ihr eines Tages heimzuzahlen.
Im Laufe der Zeit, in der Käthe Ralph zur musischen Fortbildung in ein klassisches Konzert nach dem anderen schleppt, ihn aber auch in ein Nachtlokal mitnimmt, auf dass er auch die „Schattenseiten der Musik“, wie sie sich ausdrückt, kennenlernt, verlieben sich die beiden allmählich ineinander. Käthe fühlt sich arg getäuscht, als sie herausfindet, dass Beyron und Beyer ein und dieselbe Person sind. Nun plant sie ihrerseits, ihren „Musterschüler“ Beyer vorzuführen. Als Beyron ein Stück ihr zu Ehren komponiert und es vorträgt, ist Käthe tief verletzt, weil sie glaubt, dass Beyron mit ihren Gefühlen spielt. Am folgenden Tag gibt sie die Leitung des Verlags an die Herren Rabenfuß, Winkelmann und Scharnagl zurück. Die aber wollen nicht mehr, denn es hagelt Klagen von entlassenen Komponisten wie Beyron, die von Frau Dr. Nimrod vertragsbrüchigerweise vor die Tür gesetzt wurden. Sie benötigt daher dringend Beyrons neue Operettenrevue „Okay, Baby“ die sie vor dem drohenden Bankrott retten könnte. Beyron aber will nicht, denn dieses Werk wie seine anderen Revuen seien ja angeblich niveaulos, wie er verärgert erinnert. Tatsächlich hatte er die Noten in einem Zornesanfall eigenhändig zerrissen. Dank Irmgards Einsatz erhält Käthe dann doch noch ein mühselig wieder zusammengeklebtes Exemplar des bislang verschmähten „Okay Baby“-Opus. Die fehlenden Passagen komponiert Käthe kurzerhand am Klavier eigenhändig hinzu. Die Premiere des Stücks wird ein großer Erfolg, und schließlich kommt es zur Versöhnung zwischen Käthe und Ralph. Jetzt weiß Käthe, dass auch die „leichte Muse“ in der Musikwelt ihre Berechtigung hat.

## Produktionsnotizen
Liebeskrieg nach Noten entstand in den Filmatelier Göttingen und in den Bavaria-Filmateliers Geiselgasteig. Die Außenaufnahmen wurden rund um Göttingen angefertigt. Die Uraufführung erfolgte am 18. August 1953 in Hannovers Aegi-Kino, die Berliner Premiere war am 8. Oktober desselben Jahres.
Produzent Ludwig „Luggi“ Waldleitner übernahm auch die Herstellungsleitung. Hans Ledersteger und Ernst Richter gestalteten die Filmbauten. Hannes Staudinger übernahm unter der Leitung von Chefkameramann Günther Anders die Kameraführung. Fred Adlmüller und Brigitte Scholz lieferten die Kostüme. Heinz Martin kümmerte sich um den Ton, die Tänze choreografierte Werner Stammer.
Für Paul Kemp war Liebeskrieg nach Noten gemeinsam mit der österreichischen Komödie Glück muß man haben die letzte Kinoproduktion. Beide Filme wurden am selben Tag uraufgeführt; zu diesem Zeitpunkt war Kemp bereits seit fünf Tagen tot.

## Kritiken
Im Spiegel hieß es: „Das Duell zwischen der klassischen Musik und den gemäßigt modernen Tanzrhythmen Peter Kreuders bleibt trotz aller Zufälle, die es in Gang halten, von Überraschungen so gut wie frei. Erstaunlich nur: der unter Karl Hartels [sic!] Regie sparsam und melancholisch spielende Johannes Heesters und Viktoria von Ballasko, die aus dem innigen Bürgerkind der dreißiger Jahre zu einer sehr komischen, spinösen Mittelalten geworden ist.“
Das Lexikon des Internationalen Films urteilt: „Ein Schlagerkomponist und eine Musikpädagogin raufen sich zu einem Liebespaar zusammen, nachdem sie die temperamentvoll ausgetragenen Meinungsverschiedenheiten über ihre Lebensausfassungen und die Musik beigelegt haben. Bescheidene Lustspiel-Unterhaltung.“